# IOI集團
IOI集團（英語：Industrial Oxygen Incorporated Sdn Bhd）為馬來西亞的大型商業集團，由馬來西亞華人李深靜成立於1969年10月31日。創業之初主要產業為工業氣體製造，於1982年跨入房地產開發產業，爾後於1985年投入油棕農園與棕櫚油製油相關事業。IOI集團於吉隆坡證券交易所上市，子公司包括IOI地產公司及IOI油脂化工公司。時至2009年6月，IOI集團全球員工達30,000人以上。

## 丑闻
2016年间，一些环境和民间组织开始批评IOI集团。绿色和平国际组织在2008年的报告《Buring up Borneo》裡，第一次记载了猩猩的栖息地和泥炭地森林被破坏；随后在2015年的第二份报告《Under Fire》再次记载。同时2019年再次因为印尼烧芭事件涉及马来西亚四家公司，其中一家就是IOI集团。
2014年，IOI集团被芬兰的非政府组织Finnwatch指控在马来西亚的种植园裡有严重劳工问题，包括没收工人的护照、提供让工人无法理解的其他语言合同、限制结社自由和支付低于最低標準的工资。
另外，經由Aid Environment在2015年4月提出申诉之后，IOI集团的RSPO认证在2016年4月1日被宣告暂停。许多国际消费性商品公司如联合利华、雀巢和火星都取消了与该公司的合同。

## 台北101收購事件
2014年12月8日，傳出頂新國際集團將其持有37.17%之台北金融大樓公司（台北101興建與營運機構）股權出售予IOI集團，進而引起台灣各界反對，主要原因是IOI集團與中國大陸國營企業有多項合作關係，尤其是與中国共产党中央委员会总书记習近平的關係良好，因此也被視為帶有中資色彩
。
12月21日，中華民國經濟部投資審議委員會證實已收到IOI集團的申請案，IOI集團申請匯入新台幣7億元購買頂新集團持有的台北金融大樓公司股權，頂新預計年底前送出給投審會審查的文件。本次僅申請匯入新台幣7億元，尚有新台幣244億元資金未清楚交代資金規劃，僅表示部分會在國內銀行進行融資，在未補足相關文件以前，不會進行審查程序。

## 外部連結
（英文）IOI集團官網（页面存档备份，存于）